# Corazón verde
Corazón Verde (A New Leaf), es una comedia negra estadounidense de 1971 escrita y dirigida por Elaine May, en su debut como directora, basada en el cuento "The Green Heart" de Jack Ritchie. May la protagoniza junto a Walter Matthau, Jack Weston, George Rose, James Coco y Doris Roberts.
La película sigue la vida de Henry, un hombre soltero en bancarrota que decide buscarse una esposa rica - y deshacerse de ella - para solucionar sus problemas financieros. 
La película fue exitosa con la crítica tras su estreno. A pesar de los elogios, nominaciones a premios y su estreno en el Radio City Music Hall, A New Leaf tuvo malos resultados en taquilla y fue poco conocida por el público en general. 
En 2019, Corazón Verde fue seleccionada por la Biblioteca del Congreso para su conservación en el Registro Nacional de Cine de Estados Unidos por ser "cultural, histórica o estéticamente significativa".

## Sinopsis
Henry Graham, un solterón de una familia patricia de Nueva York, descubre que desperdició toda su herencia y no está en absoluto preparado para mantenerse a sí mismo. Para solucionar sus problemas financieros y las deudas por pagar, le pide un préstamo a su tío, quien se lo concede con la condición de pagarlo por completo en 6 semanas. Ante su problema, su mayordomo Harold le sugiere casarse con una mujer rica.

## Argumento
Henry Graham, un rico vagabundo de una familia patricia de Nueva York, ha dilapidado toda su herencia y no tiene los medios para mantenerse por sí mismo. Durante meses, esquiva las llamadas telefónicas de su exasperado contable y no asume ninguna responsabilidad por su ruina. Su disgustado contable cancela $550, pagados con sus propios fondos, para finalmente librarse de Henry. Cuando el avaro tío de Henry, Harry, su despectivo extutor, rechaza su petición de dinero prestado, el pragmático ayudante de cámara, Harold, le sugiere a su deprimido amo que se case con una mujer rica. Decidido a casarse y luego asesinar a una esposa rica, Henry le consigue un préstamo de $50.000 de Harry para salir del apuro y financiar su campaña de cortejo. Henry tiene solo seis semanas para encontrar una novia rica y devolver el dinero o perder todo lo que posee (valorado en $500.000, principalmente en su querida colección de arte).
La desesperación se apodera de él cuando los intentos de Henry de encontrar una pareja adecuada fracasan. A pocos días tener que pagar la deuda, Henry encuentra la respuesta a sus plegarias: la heredera torpe, tímida e inmensamente rica Henrietta Lowell, una profesora de botánica sin familia. Sin embargo, el desconfiado abogado de Henrietta, Andy McPherson, se opone a la unión y conspira con Harry para frustrar los planes de matrimonio. La bondadosa Henrietta es tan inocente que las manipulaciones de McPherson resultan contraproducentes. Cuando Andy le revela el préstamo de $50.000 con un plazo de seis semanas, Henry "revela a regañadientes" que tenía la intención de saldar sus deudas antes de suicidarse, pero que conocer a Henrietta le ha convencido de que vale la pena vivir. Cuando Andy señala que sus amigos creerán que Henry, que no tiene un céntimo, se casa con ella por su dinero, Henrietta declara que las deudas de Henry se pagarán antes de su matrimonio y que se le dará acceso ilimitado a su cuenta bancaria; a sus ojos, hacerlo financieramente independiente elimina los motivos mercenarios. Para exasperación de Andy, Henrietta, locamente enamorada, se casa con Henry. En una luna de miel en el Caribe, Henrietta descubre lo que puede ser una especie desconocida de helecho.
Sin perder nunca de vista su plan, Henry se hace cargo de la vida de su esposa. Inmediatamente despide a sus 17 sirvientes domésticos corruptos, que están en connivencia con su abogado corrupto, dividiéndose el 50-50, para estafarla con salarios inflados y gastos escandalosos. La ama de llaves, que tiene su propia cuenta bancaria, esconde los libros de contabilidad debajo de su colchón. Henrietta a menudo toma el autobús porque el chofer, que no está disponible de forma crónica, está demasiado ocupado con escapadas amorosas. La hija de la cocinera es contratada como "ayudante de la madre", a pesar de que Henrietta no tiene hijos. Henry se sumerge en la organización de las cuentas de Henrietta, aprendiendo a administrar un vasto patrimonio y los impuestos. Sin embargo, para complicar sus planes, el jardinero le informa que Henrietta solo permite métodos de jardinería orgánicos: no tienen estricnina ni otros venenos.
Cuando Henrietta descubre que Henry tiene una licenciatura en historia, le sugiere que se una a ella para dar clases en la universidad donde trabaja, fantaseando con corregir exámenes juntos por las noches. Él se niega bruscamente. Henry insinúa que ya casi es hora de deshacerse de su indefensa esposa, una académica competente pero inepta en habilidades para la vida (le pregunta al ayudante de cámara si le quitó las migajas del desayuno antes de que se fuera a trabajar). El ayudante de cámara expresa que el hecho de que Henry cuide de Henrietta, a quien considera una dama de buen corazón, le ha permitido crecer y le ha dado una nueva competencia que nunca tuvo.
Se confirma que el helecho de Henrietta es una nueva especie; su nombre Alsophila grahami, dedicado a Henry, es aceptado. Henry se conmueve de manera inusual por el homenaje. Ella lo invita a acompañarla en su viaje de campo anual, una aventura en canoa en los Adirondacks. Henry ve esto como una oportunidad perfecta para librarse de ella por fin. En cambio, termina cuidándola.
Se embarcan en una excursión en canoa que los lleva a aguas bravas peligrosas. Su canoa vuelca. Henry llega a la orilla, pero Henrietta se queda aferrada a un tronco caído, confesando que no sabe nadar. Él llega sano y salvo a la orilla, con la intención de dejarla a su suerte. Allí encuentra un ejemplar casual del helecho que Henrietta nombró en su honor. Al darse cuenta de que se ha enamorado a pesar de sí mismo, la rescata, luego se resigna a una vida juntos, prometiéndole estar siempre allí para cuidarla. Incluso acepta considerar la posibilidad de enseñar historia.

## Reparto
- Walter Matthau como Henry Graham
- Elaine May como Henrietta Lowell
- Jack Weston como Andy McPherson
- George Rose como Harold
- James Coco como el tío Harry
- Doris Roberts como la Sra. Traggert
- Renée Taylor como Sally Hart
- David Doyle como Mel
- William Redfield como Beckett
- Mark Gordon como John

## Producción
May escribió A New Leaf a partir del cuento "The green heart" de Jack Ritchie sin la intención de actuar ni dirigir la película. Originalmente, le ofrecieron $200,000 dólares por el guion, y su agente consiguió que Paramount aceptara que May dirigiera y él fuera el productor. A May solo le pagaron $50,000 dólares, ya que su agente le dijo que un director primerizo no podía esperar una mayor cantidad de dinero.
Corazón verde se filmó en Maine y en varias secciones de la ciudad de Nueva York, incluyendo el restaurante Lutèce y el cruce entre Long Island Expressway y Cross Island Parkway, en la sección Oakland Gardens de Queens .
Para tener mejor precisión, May consultó al Dr. Dominick Basile, profesor de botánica en la Universidad de Columbia, quien escribió líneas precisas sobre botánica para el guion y proporcionó el equipo científico visto en la película. May también modeló la oficina de Henrietta a partir de la suya. La película fue producida por Aries Productions y Elkins Productions International Corporation. 

### Problemas financieros
El presupuesto original de $1.8 millones de dólares de la película se disparó a más de 4 millones al terminarla. El rodaje se retrasó 40 días y la edición duró más de diez meses. Durante la filmación, el productor Howard W. Koch trató de reemplazar a May, pero ella había colocado una multa por $200,000 dólares en su contrato y se le persuadió a evitarlo. 

### Disputa por la versión final
Después de que May no le mostró a Paramount Pictures un corte final de la película 10  meses después de editarla, Robert Evans le quitó la película y la reeditó a pesar de que ella tenía el derecho a la versión final en su contrato. Se dice que la versión de May duraba 180 minutos e incluía dos asesinatos, presentes en la historia de Ritchie, y subtramas relacionados con la misoginia. Evans recortó la película a 102 minutos, y May intentó, sin éxito, quitar su nombre de la película y demandar a Paramount para evitar su estreno. El juez encargado de revisar la demanda se puso del lado de la productora, declarando que su versión era divertida y destinada a ser un éxito. 
A principios de la década de 1990, el entonces jefe del Repertorio Paramount, Michael Schlesinger, pidió que se registraran las bóvedas para ver si los recortes a la película habían sobrevivido, con la esperanza de restaurar la versión original de May; sin éxito. 
Sobre la demanda, Roger Ebert escribió en su reseña: "'Corazón verde' es, de hecho, una de las películas más divertidas en nuestra era aburrida. La señorita May no está satisfecha con la versión actual; los reportes periodísticos indican que su corte original era una hora más larga e incluía dos asesinatos. Matthau, a quien le gusta esta versión más que la original, mencionó que los guionistas-directores-estrellas deberían estar dispuestos a dejar que otra persona intervenga en la edición. Quizás sea mejor así. En general, suelo estar a favor del director en estas disputas. Sean cuales sean los méritos del caso de la señorita May, la versión actual es hilarante, disparatada y cálida".
Vincent Canby comentó: "Al no haber visto la versión de la señorita May, solo puedo decir que la película que vi debería darle credibilidad a casi cualquier director, aunque, al menos en teoría, la señorita May tiene razón. Lo único que me detiene es saber que su éxito probablemente será usado en el futuro como argumento para ignorar las intenciones de otros directores, con resultados mucho menos felices." 

### Premios
| Año  | Premio                                        | Categoría                            | Obra          | Resultado | Ganador                    | Ref.  |
| ---- | --------------------------------------------- | ------------------------------------ | ------------- | --------- | -------------------------- | ----- |
| 1971 | Premios Globo de Oro                          | Mejor película: musical o comedia    | Corazón verde |           | El violinista en el tejado | [ 5 ] |
| 1971 | Premios Globo de Oro                          | Mejor Actriz - Musical de Comedia    | Elaine May    |           | Twiggy por The Boy Friend  | [ 5 ] |
| 1971 | Premio del Sindicato de Escritores de América | Mejor comedia adaptada de otro medio | Elaine May    |           | John Paxton, Kotch         |       |